# Ada (Sarayköy)
Ada (türkisch für Insel) ist ein Dorf im Landkreis Sarayköy der türkischen Provinz Denizli. Ada liegt etwa 30 km nordwestlich der Provinzhauptstadt Denizli und 12 km nordöstlich von Sarayköy. Ada hatte laut der letzten Volkszählung 474 Einwohner (Stand Ende Dezember 2010).